# North Cup 2018
La North Cup 2018 ((RU)  Кубок Русского Севера) è  la coppa di football americano che riunisce squadre del nord della Russia.

## Squadre partecipanti
| Club                    | Città      | Stadio | Sponsor ufficiale |
| ----------------------- | ---------- | ------ | ----------------- |
| Arkhangelsk Woodcutters | Arcangelo  |        |                   |
| Jaroslavl Rebels        | Jaroslavl' |        |                   |
| Vologda Vikings         | Vologda    |        |                   |

## Stagione regolare

### Calendario
| Vologda 27 ottobre 2018 | Jaroslavl Rebels | 40 – 0 | Arkhangelsk Woodcutters |  |

| Vologda 27 ottobre 2018 | Jaroslavl Rebels | 36 – 0 | Vologda Vikings |  |

| Vologda 28 ottobre 2018 | Vologda Vikings | 31 – 10 | Arkhangelsk Woodcutters | Stadion Dinamo |

### Classifica
La classifica della regular season è la seguente.
- PCT = percentuale di vittorie, G = partite giocate, V = partite vinte,  P = partite perse, PF = punti fatti, PS = punti subiti

| Pos. | Squadra                 | PCT   | G | V | N | P | PF | PS |
| ---- | ----------------------- | ----- | - | - | - | - | -- | -- |
| 1    | Jaroslavl Rebels        | 1.000 | 2 | 2 | 0 | 0 | 76 | 0  |
| 2    | Vologda Vikings         | .500  | 2 | 1 | 0 | 1 | 31 | 46 |
| 3    | Arkhangelsk Woodcutters | .000  | 2 | 0 | 0 | 2 | 10 | 71 |

## Verdetti
- Jaroslavl Rebels Campioni della North Cup 2018